# 16号族
16号族（-ごうぞく、Family 16）は、サラブレッドの牝系（母系）の一つで、三冠馬オーモンドとその姪で牝馬三冠のセプター、さらに三冠馬バーラム等を輩出した一族である。ファミリーナンバー上では2桁ナンバーながら勢力は大きい。本来のミトコンドリアDNAハプロタイプは2号族、7号族、8号族などと同じD3系統である。
系図上は18世紀中頃に生きていた1頭の牝馬（通常Sister to Striplingや、Hutton's Old Spot Mareなどと呼ばれる）に遡ることができる。この牝馬は牝祖としては比較的新しい世代に属し、2号族の牝祖よりも1世紀ほど遅い時代に生きていた。
代表馬は上記のほかにドイツのSライン（ビワハイジ、ブエナビスタ、ジョワドヴィーヴル、エンブロイダリー、マンハッタンカフェ、サリオス、ソウルスターリング、スターズオンアース、シュネルマイスター）、プラッキーリエージュとその子孫（トーホウジャッカル、エーシンフォワード、シーザリオ、エピファネイア、リオンディーズ、サートゥルナーリア）、星旗一族（ハクチカラ、ゴールドシップ）、ヘレンサーフ一族（ヒシミラクル、マイネルホウオウ）、ザビール、スピードシンボリ、ジェンティルドンナ、マリアライト、ロジャーバローズ、イクイノックスなどがいる。

## 牝系図
- Sister to Stripling（Hutton's Old Spot） -- F-No.16
  - Brother to Silvio Mare（Brother to Silvio）
    - Young Marske Mare（1785, Young Marske）
      - Farewell（1792, Slope）
        - Spitfire（1799, Pipator）
          - Moll-in-the-Wad（1810, Hambletonian）
            - Don Juan Mare（1823, Don Juan）
              - Annette（1835, Priam）
                - Agnes (1844, Clarion）
                  - Miss Agnes（1850, Birdcatcher） -- F-No.16-a
                    - Little Agnes（1856, The Cure） -- F-No.16-c
                      - Wild Agnes（1862, Wild Dayrell） -- F-No.16-d

                    - Polly Agnes (1865, The Cure） -- F-No.16-g
                      - Lily Agnes（1871, Macaroni） -- F-No.16-h

                    - Countess Agnes（1866, Wild Dayrell）
                      - Wild Duchess（1872, The Duke） -- F-No.16-e

                    - Windermere（1870, Macaroni） -- F-No.16-b

              - Caroline（1836, Drone）
                - Calcavella（1844, Birdcatcher）
                  - Queen Bee（1850, Harkaway） -- F-No.16-f